# براندان كانينج
براندان كانينج هو مغني وموسيقي وكاتب أغاني كندي، ولد في 1969 في تورونتو في كندا.

## وصلات خارجية
- الموقع الرسمي
- براندان كانينج على موقع ميوزك برينز (الإنجليزية)
- براندان كانينج على موقع أول ميوزيك (الإنجليزية)
- براندان كانينج على موقع ديسكوغز (الإنجليزية)